# 추포황신선생종가유물
추포황신선생종가유물(秋浦黃愼先生宗家遺物)은 충청남도 부여군 부여읍 용정리의 조선 중기의 문신 황신 종가에 보관되어 전해 오는 문서와 유물이다. 1992년 12월 8일 충청남도의 유형문화재 제142호로 지정되었다가, 1998년 12월 29일 국립박물관에 기증함에 따라 문화재 지정이 해지되었다.

## 개요
황신(1560∼1617)은 본관이 창원(昌原)이고, 호는 추포(秋浦)이며, 선조·광해군 때의 문신으로 정랑 황대수(黃大受)의 아들이다.
성혼(成渾)·이이(李珥) 문인으로 1588년 문과에 급제, 감찰, 호조·병조의 좌랑, 정언을 거쳐 1596년 절충장군으로 일본에 왕래하였다. 왜란 때 공이 많아 동지중추부사가 되었고 뒤에 호조판서를 지냈다. 1613년 계축옥사(癸丑獄事)에 연루되어 옹진에 유배되었다가 죽었으며, 부여 창강서원(滄江書院)과 옹진서원(甕津書院)에 제향되었다.
① 황원의 분재기 1건은 1563(명종 18) 10월에 작성된 것이며 황신의 조부인 황원이 6남매에게 재산을 분배한 동생화회문기이며, 가로 130cm, 세로 46cm이다. 
② 호패와 옥관자(玉貫子)는 1588년 4월에 만들어진 것이다. 황신이 문과 급제한 뒤에 받은 상아제의 호패와 옥관자 1쌍으로, 호패의 길이는 8cm이고, 너비 2.5cm이며, 옥관자 길이는 3cm이고, 폭 3cm이며, 두께는 0.5cm이다.
③ 교서는 1597년 8월에 작성된 것으로 황신이 전라도관찰사 겸 수군절도사에 임명된 사실을 기록하였다. 가로 225cm, 세로 85cm이다. 
④ 위성공신교서는 1613년(광해군 5) 3월 임진왜란시 광해군을 시종한 공으로 위성공신 2등에 봉해진 녹권으로, 가로 230cm, 세로 32cm이다.
⑤ 회원부원군지는 1617년(광해군 9)에 회원부원군 및 영의정에 증직된 교지로, 가로 81cm, 세로 80cm이다. 
⑥ 유서는 1613년 1월 계축옥사에 연루되어 옹진으로 귀양가 있던 중 아들과 손자에게 써 준 것으로 모두 10장이다. 가로가 28cm이고, 세로가 44cm이다.
⑦ 녹패는 1613년 1월에 제3과 녹을 지급한 패로, 가로가 100cm이고, 세로가 72cm이다.

## 참고 문헌
- 선조실록(宣祖實錄)
- 광해군일기(光海君日記)
- 국조방목(國朝榜目)
- 문화재대관(충청남도, 1996)
- 부여군지(부여군, 1987)

## 참고 자료
- 추포황신선생종가유물 - 국가유산청 국가유산포털